# Игровое сообщество
Игровое (виртуальное, игротехническое, клубно-игровое и др.) сообщество — активно действующее в игросфере личностное, профессиональное и (или) исследовательское общественно-научное объединение людей, интересующихся и занимающихся играми разных типов, включая клубы, общества и институты развития, различающиеся по формам взаимодействия и организации деятельности. Первые игровые сообщества известны с глубокой древности и прослеживаются на протяжении всей психоистории человечества, но особенно активизировалось это движение в условиях промышленных революций и массовых игроизационных (концепция Л.Т. Ретюнских) процессов и в социологической концепции игроизационных процессов (по проф. С.А. Кравченко), а также в условиях виртуализации  (Н.А. Носов и др.) научных и социальных коммуникаций (исследования Т.М. Дридзе, С.В. Григорьева и др.) и вхождения в "эпоху экранных коммуникаций". 
Это возникшая первоначально в 1930-х годах в СССР и существующая ныне в России и Белоруссии большое сообщество специалистов, практикующих использование игр, игровых методов в различных областях общественной жизни: в экономике, педагогике (игровое обучение), психологии, военном деле, консалтинге и др.
Также термин «игровое сообщество» используется применительно к разработчикам и пользователям компьютерных игр. Создание в СССР в 1930-х годов деловых игр, а затем, начиная с 1960-х годов, «игр открытого типа» (к ним относятся: организационно-деятельностная игра (ОДИ), рефлексивная игра, инновационная игра (ИНИ) и др.) способствовало формированию игрового сообщества (ИС) как своеобразного фактора общественного развития нашей страны. Самоназвание представителей ИС: «игротехник», «игропрактик», «методолог» (в особом, игротехническом смысле); в ряде случаев их практика превращается в постоянную профессию.
В настоящее время существует два типа игр, соответствующих двум поколениям разработок в этой области:
- деловые (или имитационные) игры;
- игры открытого типа (репрезентационные игры).

## Деловые игры
Деловой (имитационной) игрой называют игру, которая позволяет исследовать социальную систему путём эксперимента с её моделью; эксперимента, воспроизводящего функционирование системы во времени. Такие игры имитируют организационно-хозяйственные взаимодействия органов управления в тех или иных хозяйственных ситуациях. В общем виде имитационные игры являются своеобразным устройством для воспроизведения процессов и согласования хозяйственных интересов.
Деловые игры подразделяются на три группы: 
- учебные, которые используются при подготовке  или  переподготовке  кадров;
- производственные, применяющиеся для решения реальных вопросов текущей деятельности и развития конкретных организаций;
- исследовательские, которые проводятся при экспериментах в области управления и экономики.

Имитационная игра организуется следующим образом. Участники её в предложенной организатором ситуации принимают определённые решения, имитируя выполнение заранее распределённых ролей, реагируя на действия участников, выполняющих иные роли. Учитывая их реакцию, принимают новые решения и цикл повторяется. Участники игры имеют возможность увидеть долгосрочные последствия своих действий.
При завершении  игры  проводится анализ и обсуждение каждого игрового этапа, восстанавливается порядок действий каждого участника, оценивается правильность принятых им решений с различных точек зрения: отдельного игрока, имитируемых отделов организации, системы в целом. Полученные сведения обобщаются и выделяются цепочки причинно-следственных связей.
Для проведения имитационной игры необходима обширная техническая документация, включающая в себя: 1) характеристику объекта имитации, 2) пояснительную записку, 3) техническое задание, 4) материалы по изучаемой проблеме, 5) сценарий проведения игры, 6) описание игровой обстановки, 7) описание алгоритмов поведения участников, 8) проспект игры, 9) руководство администратору-ведущему игры, 10) инструкции игрокам, 11) руководство по ведению игровой обстановки, 12) программу эксперимента, 13) отчет об эксперименте.

## История деловых игр
Приоритет в создании деловых игр (ДИ) принадлежит нашей стране. Первая деловая игра в СССР и в мире, была разработана под руководством М. М. Бирштейн в Ленинградском инженерно-экономическом институте в конце 1931 года и проведена 23 июня 1932 г. Тема игры: «Развертывание производства сборочного цеха новопостроенного завода пишущих машин в пусковом периоде», — сокращённо - «Пуск цеха». Игра продолжалась два дня и в ней участвовало 24 человека.
В 1933-1934 гг. были разработаны и проводились игры, связанные с внедрением диспетчерских служб в промышленности. Было внедрено около 40 игр различного назначения, характера и тематики. Заметным этапом стала игра по перестройке производства «Красный ткач», разработанная в Ленинградской промышленной академии им. С. М. Кирова по заданию Наркомата легкой промышленности. Она называлась «Срочный перевод ткацкой фабрики „Красный ткач“ на другой ассортимент» и была проведена в выходные дни декабря 1936 г.  Игра продолжалась 5 дней и длилась около 30 часов.
В 1938 году деловые игры в СССР были фактически запрещены, а их разработчики подвергнуты репрессиям. Возобновление деловых игр в СССР происходит после войны и связано с деятельностью профессора И. М. Сыроежина в ЛГУ.  В 1972 году в одном из отраслевых институтов повышения квалификации создаётся первая кафедра деловых игр под руководством профессора Р. Ф. Жукова.
Первая управленческая имитационная игра в США, названная «АМА», по имени фирмы «Америкэн менеджмент асошиейшен», проведена в 1956 году и была посвящена развитию крупной производственной компании на ближайшие 4-5 лет. Эта игра проводилась при участии 20 крупнейших фирм и сразу получила широкое признание. В настоящее время деловые игры включены в учебные планы большинства вузов и школ бизнеса США и им отводится значительное время. В США принято издавать полные комплекты рабочих материалов, связанных с проводимыми деловыми играми. Первая деловая игра с использованием ЭВМ (машинная ДИ) была разработана в США.
По неполным данным существующих справочников к 1980 году в мире имелось свыше 2000 деловых игр. Из них в капиталистических странах было учтено 1210 (в том числе в США свыше 1000), в зарубежных соцстранах — 450 и в СССР — около 300. К 1986 году в СССР было уже около 740 разработанных ДИ. Из них реально использовалось около 85 процентов.
В настоящее время в России создана Ассоциация разработчиков игровых социально-имитационных методов (АРИСИМ), объединяющая в своих рядах около 400 специалистов в области ДИ. В июле 1992 г. с участием М. М. Бирштейн была проведена международная конференция, посвященная 60-летию создания деловых игр.

## Методологическое движение и появление репрезентационных игр
Появление игр второго поколения, репрезентационных игр, связано с деятельностью Московского методологического кружка (ММК), работавшего с 1963 года под руководством Г. П. Щедровицкого.
Разработки ММК послужили основой появления игр открытого типа, получивших наибольшее распространение: организационно-деятельностных игр (ОД-игры,  проводимые с 1979 г.) и, немного позднее, — организационно-мыслительных (ОМИ) и инновационных игр.
На методологических семинарах ММК шла углублённая проработка философских проблем. Предметом первоначального интереса стали работы Аристарха, Евклида, а также логика «Капитала» К. Маркса и структура человеческой мыслительной деятельности.
Для развития мыслительных способностей участников движения и для изучения структуры и механизмов мыследеятельности предметом рассмотрения был избран собственный процесс мышления участников кружка. С этой целью все обсуждения записывались на магнитофон и затем распечатывались на пишущих машинках. За сорок лет в методологических кружках скопилось сотни томов машинописных материалов семинаров и игр.
«Магнитофонная технология» организации интеллектуальной работы обусловила и необычайную плодовитость некоторых авторов, которые, организуя распечатку материалов своих семинаров, смогли ежегодно выпускать по несколько книг в год. Часто эти книги издавались ротапринтным способом, в периферийных или технических издательствах, незначительными тиражами и практически игнорировались официальной философией и общественными науками. Отторжение этих публикаций в советское время было связано и с тем, что в них использовался намеренно усложнённый и хорошо развитый специализированный методологический язык.
Этот специальный язык служил нескольким целям. Во-первых, была поставлена задача разработать искусственный методологический метаязык, на котором могли бы общаться представители далёких друг от друга предметных областей. Этот язык предназначен для преодоления предметной ограниченности специалистов и позволяет им выйти в некоторое общее надпредметное пространство «системомыследеятельности», где возможно взаимодействие специалистов при разработке крупномасштабных социальных программ. Во-вторых, методологический язык служил средством развития мышления участников движения и развития самой методологии, а также средством «переваривания» чужеродных элементов. Овладеть методологией и методологическим языком, на что уходил не один год, и не стать «своим» было слишком затруднительно. В-третьих, попутно, этот язык служил средством отфильтровывания неспособных.
Организационно сообщество функционировало следующим способом. В качестве «материнской» структуры действовал Московский методологический кружок. Люди, желавшие приобщиться к движению, участвовали в его работе и со временем, освоившись, создавали свои дочерние методологические объединения. Далее этот процесс распространялся как цепная реакция.
Личность Г. П. Щедровицкого наложила глубокий отпечаток на всю культуру методологического движения. Создатель ОДИ обладал жёстким характером, а одним из основных средств побудить людей к саморазвитию, выбить их из конформистской позиции, он считал конфликт. Люди, прошедшие школу такой работы, резко отличаются от окружающих: их мышление более остро и точно, их речь несколько медлительна, но особенно отчетлива, они обычно более уверены в себе.
Как профессия методология и игротехника складываются в 1980-х годах, когда стали поступать первые коммерческие заказы на проведение методологических разработок и игр от различных организаций, что позволило некоторым представителям движения жить исключительно на гонорары от этих работ. Общество начало впервые широко знакомиться с методологическим движением и играми открытого типа в ходе перестройки. Наиболее яркими и получившими широкое признание работами СМД-методологов, стали первые выборы директоров на РАФе и в «Артеке».